# Björsäter, Mariestads kommun
Björsäter är kyrkbyn i Björsäters socken i Mariestads kommun i Västergötland. Den är belägen strax norr om Lugnås och väster om Mariestad.
I byn ligger Björsäters kyrka.